# Karlstads FF
Karlstads FF, KFF, var en fotbollsförening från Karlstad i Värmland, bildad den 28 juni 1949 och upplöst 1963 då den sammanslogs med Karlstads BIK i Karlstads BK. Föreningen spelade i gamla division III (sedan 2006 motsvarande division I) 1955/1956-1963